# Alien Breed 2: Assault
Alien Breed 2: Assault es un videojuego de la serie Alien Breed de Team17, y es el segundo título nuevo en la serie desde 1996, después de Alien Breed Evolution. Fue lanzado para Steam, Xbox Live Arcade y PlayStation Network en 2010. Su continuación, Alien Breed 3: Descent, fue lanzada el 17 de noviembre de 2010.
El juego continúa la historia de Alien Breed Evolution (y, por consiguiente, Alien Breed: Impact) del ingeniero Theodore J. Conrad en su lucha contra los alienígenas en la nave espacial Leopold.

## Trama
Assault es una secuela inmediata de Alien Breed: Evolution. Conrad, ingeniero en jefe de la nave estelar Leopold, intenta reiniciar los motores de una nave fantasma hostil infestada de alienígenas que ha chocado contra su nave, llevándolas a ambas hacia la superficie del planeta. Cuando fracasa, la androide Mia aborda la nave fantasma, y Conrad debe escoltarla hasta el puente donde podrá hackear las computadoras de la nave y reiniciar los motores. Al llegar, Mia descubre que deberá conectarse ella misma a la computadora principal de la nave.
Luego, la inteligencia artificial de la nave asesina a Mia y posee su cadáver. Esta revela ser el director científico de la nave, quien se ha convertido en una IA para alcanzar la inmortalidad. También revela que la nave es un buque de investigación científica de 300 años de la Tierra que se había perdido, y el director científico es responsable de la creación de los alienígenas. Conrad se dispone a destruir a la IA para reiniciar los motores. El juego termina en un final abierto. El multijugador cooperativo consiste en jugadores controlando a Barnes y Vance, quienes han sido enviados por Mia para encontrar y ayudar a Conrad. Luego de encontrarlo, son separados por un ataque alienígena, y ambos son dados por muertos.

## Jugabilidad
Alien Breed 2: Assault es un shooter en tercera persona situado en una nave espacial futurista, que se juega desde una perspectiva isométrica. El jugador controlará al personaje principal Conrad a lo largo de una serie de niveles, y tendrá como tarea una serie de misiones para progresar en la historia y terminar cada nivel. Mientras cumple estas misiones, el jugador encontrará una variedad de enemigos alienígenas que atacarán a la vista. Para luchar contra estos alienígenas, el jugador dispondrá de un conjunto de armas y herramientas diferentes, las cuales podrán ser mejoradas. La munición y los ítems como los botiquines solo podrán ser obtenidos por medio de terminales informáticas, las cuales también sirven como puntos de guardado.
Conrad puede moverse libremente en todas las direcciones; la cámara también puede ser rotada a voluntad por el jugador. Conrad puede ser afectado por el entorno, y recibirá daño si es alcanzado por explosiones, fuegos, perturbaciones eléctricas, y torretas enemigas. Todos los niveles tienen una cantidad de paneles de datos, los cuales contienen información relevante acerca de la historia del juego. Assault incluye un modo supervivencia que encarga al jugador luchar contra tantos alienígenas como sea posible, antes de caer. Puede ser jugado tanto en el modo de un jugador como el modo multijugador.

## Recepción
Alien Breed 2: Assault recibió reseñas «mixtas o medias» en todas las plataformas, de acuerdo con el sitio web agregador de reseñas Metacritic.
IGN le dio una reseña muy positiva al juego, diciendo que «es un juego pequeño que se siente grande mientras lo juegas, un logro laudable para un título de $10».